# Slavnost Zvěstování Páně
Slavnost Zvěstování Páně (řecky: Ο Ευαγγελισμός της Θεοτόκου, roman.: O Evangelismós tis Theotókou, dosl.: „Zvěstování Matce Boží“) připomíná návštěvu archanděla Gabriela u Panny Marie, při níž jí oznámil, že bude matkou Ježíše Krista, Božího Syna. Slaví se 25. března; pokud však 25. březen připadá buď na Svatý týden, nebo na velikonoční týden, svátek se přesouvá na pondělí po druhé neděli velikonoční. 
Mezi další názvy svátku patří Slavnost Zvěstování Panny Marie, Den Panny Marie, Svátek vtělení (lat. Festum incarnationis) a lat. Conceptio Christi (Kristovo početí). 
Svátek Zvěstování Páně se slaví téměř všude v křesťanství, zejména v  pravoslavné církvi, anglikánství, katolické církvi a luteránství. Jedná se o významný mariánský svátek, který je v katolické církvi klasifikován jako slavnost, v luteránství jako svátek a v anglikánském společenství jako hlavní svátek. V pravoslavné církvi je kvůli ohlášení Kristova vtělení zařazen mezi osm velkých svátků Páně. Význam, který je Zvěstování přikládán zejména v katolické církvi, spočívá v modlitbách Anděl Páně a Zdrávas Maria, v postavení této události jako prvního radostného tajemství dominikánského růžence, v novéně ke svátku Zvěstování a v četných vyobrazeních Zvěstování v křesťanském umění. Při společném vyznání víry se při této slavnosti při slovech : Skrze Ducha svatého přijal tělo z Marie Panny a stal se člověkem klečí rovněž se klečí i při slavnosti Narození Páně.

## Biblický příběh
Hlavní článek: Zvěstování Panny Marie
Gabrielův „andělský pozdrav“ Marii je zaznamenán v Lukášově evangeliu: „Buď zdráva, milosti plná, Hospodin s tebou“ – Lk 1, 28 (Kral, ČEP); (latinská Vulgáta: ave gratia plena Dominus tecum) a Mariina odpověď na Boží vůli: „Ať se mi stane podle tvého slova“ – Lk 1, 38 (Kral, ČEP); (Vulgáta: fiat mihi secundum verbum tuum).
„Andělský pozdrav“ je původem modlitby Zdrávas Maria a Anděl Páně; druhá část modlitby pochází z pozdravu svaté Alžběty Marii při Navštívení.

## Historie
Nejstarší doklady o svátku Zvěstování Páně nebo Vtělení Páně pocházejí z pátého století. První jisté zmínky o tomto svátku jsou v kánonu toledského koncilu z roku 656, kde se popisuje, že se slaví v celé církvi, a v dalším kánonu konstantinopolského koncilu „in Trullo“ z roku 692, který zakázal slavení jakýchkoli svátků během postní doby, s výjimkou Dne Páně (neděle) a svátku Zvěstování Páně. Synoda ve Worcesteru v Anglii v roce 1240 zakázala o svátcích jakoukoli poddanskou práci. Protože tento svátek oslavuje vtělení druhé osoby Nejsvětější Trojice, vykládali o něm mnozí církevní otcové, včetně svatého Atanáše, svatého Řehoře z Nyssy a svatého Augustina.
Od nejstarších písemných záznamů se tento svátek slaví 25. března a připomíná víru, že jarní rovnodennost byla nejen dnem Božího stvoření, ale také počátkem Kristova vykoupení téhož stvoření. Křesťanský starověk považoval 25. březen za skutečný den Ježíšovy smrti. 25. březen je také dnem, kdy se odehrálo Vtělení, názor, že k Vtělení došlo také v tento den, se objevuje v pseudocypriánském díle De Pascha Computus z roku 240. Píše se v něm, že Ježíšův příchod a jeho smrt se musely shodovat se stvořením a pádem Adama. Protože svět byl stvořen na jaře, Kristus byl také počat a zemřel krátce po jarní rovnodennosti. Podobné výpočty se objevují v raném i pozdějším středověku a jim vděčí za svůj vznik data svátku Zvěstování Páně a Vánoc. V důsledku toho starověká martyrologia připisují 25. březnu stvoření Adama a ukřižování Ježíše; také pád Lucifera, přechod Izraele Rudým mořem a obětování Izáka. Středověká Zlatá legenda označuje 25. březen nejen za datum stvoření a zvěstování, ale také za velké množství dalších významných událostí v dějinách spásy, včetně Velkého pátku Kristova ukřižování a smrti.
V tradici západních církví (katolická církev, anglikánská církev, luteránská církev a pravoslaví západního obřadu) se svátek přesouvá, pokud je to nutné, aby nepřipadl na Svatý týden, Velikonoční oktáv nebo na neděli v liturgickém kalendáři. Aby svátek nepřipadl na neděli před Svatým týdnem, slaví se místo toho následující den (26. března). V letech, jako byly roky 2016 a 2024, kdy 25. březen připadl na Svatý týden nebo Velikonoční oktáv, se Zvěstování přesouvá na pondělí po velikonočním oktávu, tj. na pondělí po druhé neděli velikonoční.
V tradici východních církví (pravoslavné, východní a katolické) se svátek Zvěstování Panny Marie za žádných okolností nepřesouvá. Mají zvláštní kombinované liturgie pro ty roky, kdy se Zvěstování shoduje s jiným svátkem. V těchto církvích se dokonce na Velký pátek slaví božská liturgie, když se shoduje se Zvěstováním.
Den řecké nezávislosti se slaví na svátek Zvěstování Panny Marie a 25. březen je také státním svátkem v Libanonu.
Toto datum se nachází blízko jarní rovnodennosti, stejně jako Vánoce blízko zimního slunovratu; proto byly Zvěstování a Vánoce ve středověké a raně novověké Anglii dvěma ze čtyř „čtvrtečních dnů (kvartál)“, které označovaly rozdělení fiskálního roku (dalšími dvěma byly Midsummer Day – Den svatého Jana Křtitele, 24. června, a Michaelmas – svátek svatého Michaela, 29. září).
Když Dionysius Exiguus v roce 525 n. l. poprvé zavedl kalendářní systém Anno Domini, určil začátek nového roku na 25. březen, protože podle křesťanského učení věk milosti začal Kristovým vtělením při Zvěstování, kdy byl Ježíš Kristus podle víry počat v Panně Marii z Ducha svatého.
Papež Jan Pavel II. vyhlásil 25. březen Mezinárodním dnem nenarozených dětí, který je připomínkou početí Ježíše Krista.